# Xia Xuanze
Xia Xuanze (n. 5 ianuarie 1979, Rui'an⁠(d), Republica Populară Chineză) este un jucător de badminton ce a reprezentat Republica Populară Chineză, medaliat olimpic. A participat la o ediție a Jocurilor Olimpice (2000) în care a câștigat o medalie de bronz.